# Иерархия демонов Вейера
Иерархия демонов или Псевдомонархия демонов (лат. Pseudomonarchia Daemonum, англ. Hierarchy of Demons) — подробная классификация демонов, с описанием каждого из них и инструкциями по вызову и отзыву, написана Иоганном Вейером в 1563 году, как дополнение к его «De Praestigiis Daemonum».
В 1567 году Иерархия Вейера переведена на французский язык врачом Жаком Гревеном (фр. ), и была опубликована под названием Cinq Libres de l'Imposture et Tromperie des Diables des enchantements et sorcelleries. В 1584 году частично переведена на английский Реджинальдом Скоттом, и использована в «Словаре колдовства» (лат. Révélation sur la sorcellerie).

## Основание
Источником для написания данного гримуара Вейер называет некую рукопись, под названием «Книга о служебных обязанностях духов или Книга высказываний Царя Соломона о князьях и царях демонов» (лат. Liber offlciorum spirituum, seu Liber dictus Empto. Salomonis, de principibus regibus damoniorum).

## Особенности
Псевдомонархия демонов весьма схожа с первой частью «Малого ключа Соломона» — «Гоетией». Однако, в отличие от неё, в Псевдомонархии нет изображений печатей демонов, а ритуалы призыва отличаются простотой заклинаний. К тому же, в этих двух работах различается порядок следования демонов, так как в Псевдомонархии их 69, а в «Гоетии» на три больше.
Также, в сравнении с «Гоетией», различаются некоторые особенности и возможности демонов.

## 69 демонов
1. Баал
2. Агарес
3. Марбас
4. Пруфлас
5. Аамон
6. Барбатос
7. Буер
8. Гасион
9. Ботис
10. Базин
11. Пурсон
12. Элигор
13. Лоре
14. Валефар
15. Моракс
16. Ипос
17. Наберус
18. Гласеа-Лаболас
19. Зепар
20. Билет
21. Ситри
22. Пеймон
23. Белиал
24. Буне
25. Форнеус
26. Ронове
27. Берит
28. Астарот
29. Форас
30. Фурфур
31. Мархосиас
32. Малфас
33. Вепар
34. Сабнак
35. Асмодей
36. Гаап
37. Шакс
38. Кроссел
39. Фуркас
40. Мурмур
41. Каим
42. Раум
43. Халфас
44. Фокалор
45. Вине
46. Бифронс
47. Самигина
48. Заган
49. Ориакс
50. Волак
51. Гремори
52. Декарабиа
53. Амдусиас
54. Андрас
55. Андреалфус
56. Осе
57. Аим
58. Оробас
59. Вапула
60. Кимейес
61. Ами
62. Флаурос
63. Балам
64. Аллосес
65. Саллос
66. Увалл
67. Хаагенти
68. Фенекс
69. Столас

1. Химор}}